# Владимирово (област Монтана)
Вижте пояснителната страница за други значения на Владимирово.
Владимѝрово, до 1949 г. Люта, е село в Северозападна България. То се намира в община Бойчиновци, област Монтана.

## География
Село Владимирово /бивше Люта/ се намира в община Бойчиновци на 18 км североизточно от Монтана на левия бряг в живописната долина на река Огоста. До 17 октомври 1949 г. селото носи името Люта – от стотици години. Същата година е преименувано на Владимир Минчев (функционер на комунистическата партия).

## История
За първи път се споменава като Луте, Лутешниче, Лютофче в регистрите на Видинския санджак от 15 – 16 век с 35 къщи (според историци за онези векове е било голямо селище).
В село Владимирово (старо име Люта) съществува православен комплекс от 2 храма с името „Св. Николай Чудотворец“. В комплекса през 1870-те години е построена кула (камбанария), в основите на която са вградени надгробни паметници от стари гробища. Новият храм е построен през 1930-те години.
Старата черква „Свети Николай Чудотворец“ през 1970-те години е обявена за паметник на културата. Според някои историци тя е построена не по-късно от 17 век, според други е много по-ранна. Запазен е апостолският фриз, ограничен от шнуровидна рамка. Иконите са дело на дебърски зографи. През 1970-те години иконите са дадени за реставрация, откъдето изчезват. Иконостасът на новата църква „Свети Николай Чудотворец“ е дело на дебърски майстори от рода Филипови.
В двора са запазени стари надгробни паметници (според специалисти на монаси), което е едно от свидетелствата за съществуването на манастирски комплекс на това място.
Южно на около 300 метра от църквите се намира местността Манастира. Тук е имало раннохристиянски манастир с името „Св. Иван Пусти“. Опожаряван многократно, в началото на 19 век е изоставен окончателно. В същия район е имало тракийско светилище. В района има останки от антични сгради. В края на 18 век тук е намерена мраморна плоча с образа на богинята Диана. Същата е описана от Феликс Каниц при посещението му в северозапада през 1862 година. Плочата с релефа е запазена и е в Националния исторически музей. В галерията за историята на селото е показана снимка на същата, публикувана през 1978 година от Людмила Мънзова в книгата ѝ „Антична скулптура в България“. Мраморната плоча е с размери 0,47 м на 0,29 м и е датирана от края на 2-ри, началото на 3 век. На около 300 метра от това място има останки от старо селище, което е носело името Преславица.
Източно от селото на около километър има останки от голяма римска вила, обитавана по намерените в района артефакти, битова и строителна керамика от 1 век пр.н.е. до 4 век. По-късно на същото място е съществувал раннохристиянски манастир. Според археолога Миков този манастир е изгарян многократно/за последно по времето на кърджалиите в края на 18 век. До началото на 20 век зидовете са били запазени на около 3 метра височина но впоследствие камъните са били взети за основи на къщи от жителите на селата Люта, Мадан и Кобиляк. През 1971 година районът на вилата (манастира), както и районът на височината Голо бърдо на 1 километър източно вляво от шосето за Оряхово са обявени за паметници на културата. Южно през река Огоста на около 500 метра от вилата в местността Калетин има останки от друг раннохристиянски манастир, носел името „Света Богородица“. В близост има останки от Римска крепост от 4 век, а над самото кале личат няколко могили. На северозапад от селото в местността Сухата чешма (Линчище) има останки от голямо тракийско селище със светилище и предполага се античен храм. Целият район е осеян с фрагменти от керамика (битова и строителна). В близост личат и днес останки на могили. На около 500 метра на запад от това селище в местността Църцория има останки от раннотракийско селище. На северозапад в така наречения Валог има останки от селище, обитавано от 1 до 4 век. На север в местността Могилките до началото на 20 век са се виждали очертанията на няколко могили, но с обработването на земята те са заличени.
Наличието на още голям брой неизследвани тракийски надгробни и римски крайпътни могили и останките от няколко тракийски селища и римски строежи говори, че районът е обитаван от най-дълбока древност и би бил интересен за в бъдеще за едни по задълбочени проучвания.
В началото на 40-те години на XX век в селото е проведена комасация, като броят на земеделските имоти е намален от 3702 на 1704.

## Редовни събития
Традиция с вековна история е съборът на селото, който се провежда всяка втора седмица на ноември. 0т началото на 1990-те години всеки вторник в селото се организира общински пазар. Има традиция на Йордановден кръстът да бъде хвърлян в река Огоста. В селото има 2 бара, ресторант и компютърна зала.

## Други
Една легенда за произхода на имената на село Люта (Владимирово) и село Мърчево.
Някъде в средновековието при някои от кръстоносните походи през 13 – 14 век или при нападенията на турците при нашествието им на Балканите населението на селата в района се събирало на големия християнски празник Великден в черквата „Св. Николай Чудотворец“/наричана Латинската, единствена за района през онези векове/ в село Люта на великденска комка. През онези години цялото население на вече несъществуващото село Голямо Мърчево отивало на празника. В селото оставали само най-възрастните и най-малките. Селото е нападнато, опожарено и хората отвлечени в плен или избити. Една спасила се баба от височината на брега на река Огоста започнала да вика към празнуващите.
…………. Хора, хора люта ви комка само остава откакто ви се село помрачи. От мрачи, помрачи остава името Мрачево, Мръчево, Мърчево.
………….. За Люта остава името му заради лютата комка тъй като черквата/манастира/ е в това селище.
………..тази легенда ми я разказа баба Надка Петкова Костадинова/бивша учителка/ от село Мърчево.
За произхода на името на село Люта /Владимирово/ има още няколко легенди някои от които ни връщат в античността и ранното средновековие.
Някои местности в землището на село Владимирово/Люта/:
Бакино трънье, Бачището, Брестака, Валога, Войнишки път, Голо бръдо, Греда, Добри дол, Дръмките, Дуните, Заливище, Замета, Зейще, Йончов геран, Калетин, Калето, Карамелски връх, Ковачевица, Копровица, Кременище, Креща, Крешката, Къси дол, Латинска цръква, Левагето, Линчище, Манастира, Марков камик, Маролет, Мечица, Могилките, Паздерковото, Погледец, Попова пояна, Преславица, Пръпорака, Тръпките, Цръцория, Чуй петел, Ямугите/общо около 130/.
Стари заселници са фамилиите Селските, Вълковци, Тотовци, Дичовци, Лашковци, Синигерите, Патаринковци, Барювци, Шумковци, Ковачите.
Село Владимирово/Люта/ може да се гордее, че е едно от най-старите огнища на просветата в област Монтана, /а може би и в цяла Северозападна България според информация на НСИ от „СТАТИСТИКА ЗА УЧИЛИЩАТА ВЪ КНЯЖЕСТВО БЪЛГАРИЯ“ през учебната 1895 – 1896 година е посочена като година от която съществува 1760 /и според дневника на Младен Атанасов Синигерски/1867 – 1956 г./-просветен и обществено-политически деец, активен участник в създаването и укрепването на третата българска държава и нейните институции, депутат в XXIII обикновено народно събрание, член на Софийското училищно настоятелство, /избиран е за член на Висшия учебен съвет/ роден в село Люта/.
Предполагам че това ранно училище е било към черквата „Св. Николай Чудотворец“, а първото светско училище в с. Люта е килийно училище от 1830 година. Първият килиен учител в селото е даскал Първан Ценов от с. Баня (дн. с. Николово, обл. Монтана). Той обучава на грамотност по 5 – 6 деца в един казанджийник. През 1857 г. започва строителството на специална учебна сграда, която служи за просветни нужди до 1907 г. Тя се състои от две класни стаи, един коридор с оджак и една малка канцелария. Първи учител в тази сграда е даскал Ангел от гр. Берковица. От 1907 учебните занятия се провеждат в нова сграда/така нареченото старо училище/. През 1925 г. е построено зданието на Лютенската гимназия /сега Професионална гимназия по транспорт /.
Първи кмет в 1878 година е Първан Недков. По това време в селото е имало 90 къщи и около 750 жители. През 1880 година селото е чисто българско. Имало е една циганска къща. Турци е имало само в една къща /конак/, които напускат по време на Руско турската война от 1877 – 1878 година.
През 1900 година е основано читалището „Нов живот“ в селото с първи председател Еленко Игнатов Хаджийски.
В сръбско-българската война от 1885 година от взелите участие около 30 души загива като доброволец Ангел Бонков (известен хайдутин и водач на чета през последните години на османското владичество).
През балканските войни 1912 – 1913 г. вземат участие около 200 жители на селото, през Първата световна война (1915 – 1918) отново участват 200 души – в окопите при Одрин, Чаталджа и планините на Македония в състава на Трети пехотен бдински полк (воювал при Врабча, Трън, Сливница, Пирот, Три уши, Люлебургас, Чаталджа, Берово, Прищина, кота 1248, Баба планина, Пелистер, Червена стена...) от селото загиват 55 души. През 1923 загиват 6 (шест) жители на селото, а през есента на 1944 година са убити отново 6 (шест) души. При участието на България в заключителната фаза на Втората световна война (1944 – 1945) загиват 3-ма.